# Plankenberk
Plankenberk je zaniklý hrad, jehož nepatrné zbytky leží v okrese Svitavy nad Nectavským údolím. Od roku 1964 je chráněn jako kulturní památka.

## Historie
Hrad založil moravský markrabě Jan Jindřich. Po něm ho zdědil jeho syn Prokop Lucemburský, který ho roku 1386 udělil lénem Ješku Puškovi z Kunštátu, který však v moravských markraběcích válkách přešel na stranu Jošta. Prokop přenesl zástavu na Jana z Boskovic, ovšem hrad držela Joštova strana, která odsud podnikala nájezdy na své protivníky. Poté vedli Ješek Puška a Jan z Boskovic o hrad spory, ale ten dostal kompromisem Erhart ze Skal. Hrad byl v té době již pustý, ale ne zničený, protože ho roku 1421 obsadili husité, kteří zde měli základnu. Roku 1437 prodala Erhartova dcera Žofie ruinu vladykům z Drahanovic. Zříceninu ještě obnovil královský hejtman Václav Šatný z Ještěda, který odsud v době česko-uherských válek podnikal útoky proti vojskům Matyáše Korvína. Za těchto válek však byl hrad zcela vypálen a zničen.

## Fotogalerie

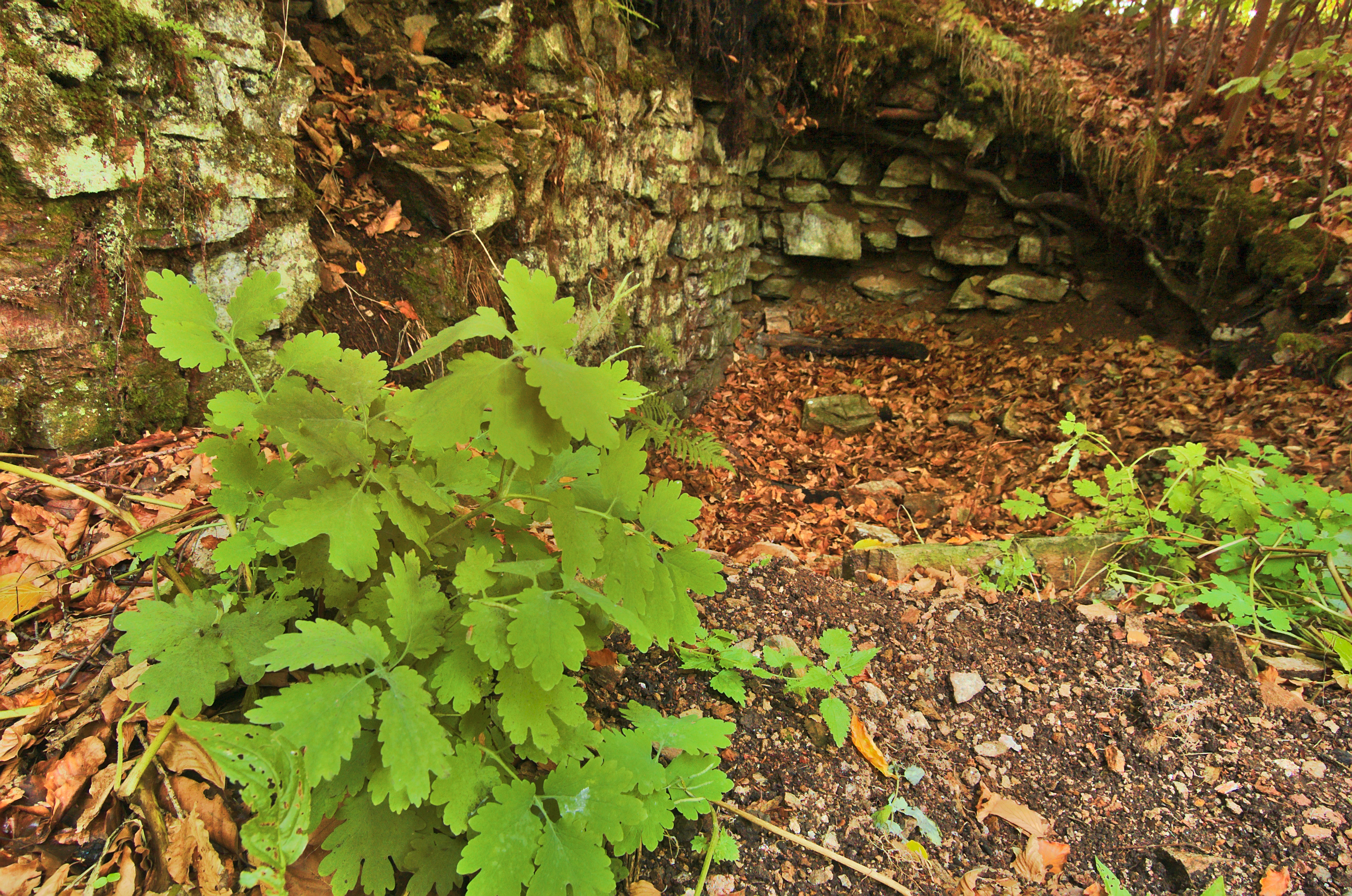
Pozůstatky zdiva
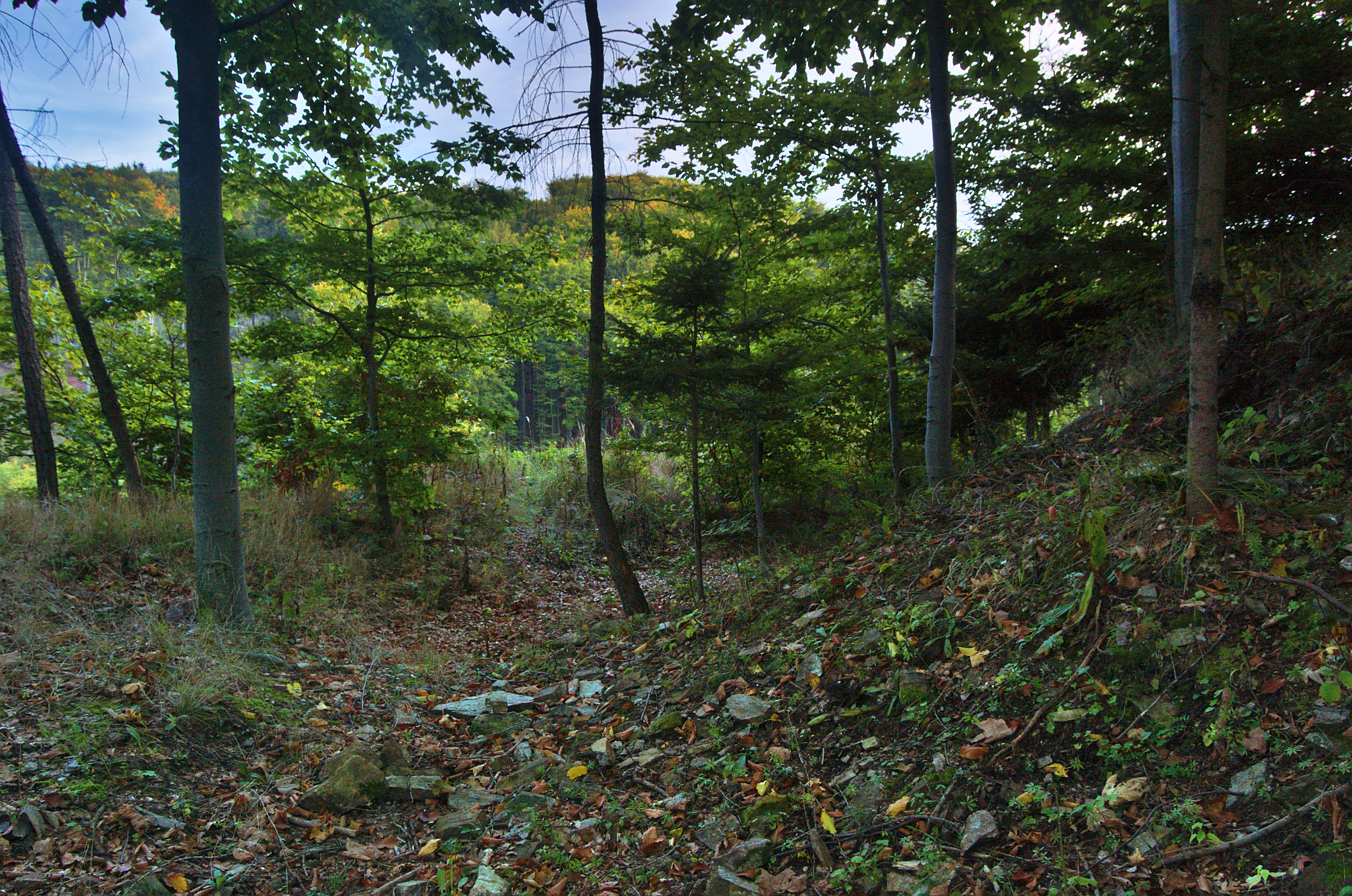
Pozůstatky valu
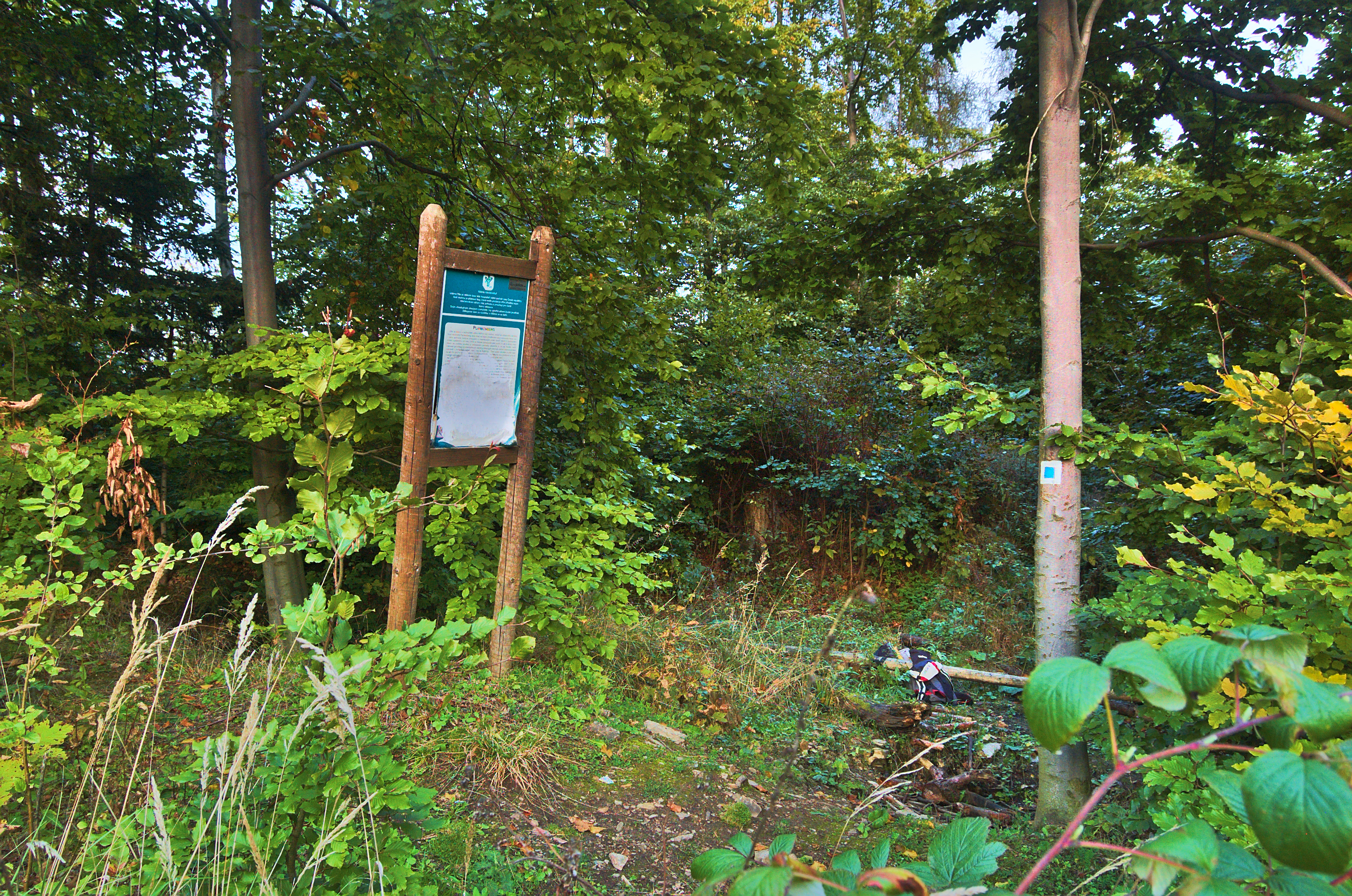
Informační tabule